# Пестрялово
Пестря́лово (укр. Пістрялове) — село в Мукачевской городской общине Мукачевского района Закарпатской области Украины.
Население по переписи 2001 года составляло 773 человека. Почтовый индекс — 89673. Телефонный код — 3131. Занимает площадь 6,070 км². Код КОАТУУ — 2122786401.